# Hiyokoi
Hiyokoi (jap. ひよ恋) ist eine Mangaserie von Moe Yukimaru, die von 2009 bis 2014 in Japan erschien. Sie wurde als Film adaptiert und in mehrere Sprachen übersetzt.

## Handlung
Das 15-jährige Mädchen Hiyori Nishiyama (西山 ひより) musste wegen eines Unfalls kurz vor Beginn der Oberschule lange zu Hause bleiben. Als sie Ende des Jahres schließlich doch erstmals in die Schule kommt, ist sie schüchtern und hat Angst vor Kontakt zu den anderen Schülern. Diese Angst war auch der Grund, dass sie ihre Rückkehr in die Schule so lange wie möglich herauszögerte. Wegen ihrer sehr kleinen Statur lachen manche in der Klasse über sie, so auch der sehr groß gewachsene Yūshin Hirose (広瀬 結心), der auch neben ihr sitzt. Zwar meinen es ihre Mitschüler nicht böse, doch verunsichert das Hiyori noch mehr. Ihre Sandkasten-Freundin Ritsuka Nakano (中野 律花), die in die gleiche Klasse geht, und auch Yūshin versuchen Hiyori aufzumuntern, was ihnen schließlich gelingt. Und durch Yūshins Fürsorge und Zuneigung verliebt sich Hiyori schließlich in ihn.

## Veröffentlichung
Die Serie erschien in Japan von November 2009 bis November 2014 im Magazin Ribon des Verlags Shūeisha. Die Kapitel wurden auch gesammelt in 14 Bänden (Tankōbon) herausgebracht. Zuletzt verkauften sich die neuen Bände über 90.000 mal in den ersten Wochen nach Erscheinen.
Eine deutsche Übersetzung erscheint seit Juli 2015 bei Tokyopop, die Mangareihe ist mit 14 Bänden abgeschlossen. Bereits ab 2012 kamen bei Panini italienische und französische Fassungen heraus. Sharp Point Press übersetzt die Serie ins Chinesische.
|    | Japan      | Japan                  | Deutschland | Deutschland            |
| #  | VÖ-Datum   | ISBN                   | VÖ-Datum    | ISBN                   |
| -- | ---------- | ---------------------- | ----------- | ---------------------- |
| 1  | 15.03.2010 | ISBN 978-4-08-867044-7 | 02.06.2015  | ISBN 978-3-8420-1323-0 |
| 2  | 15.07.2010 | ISBN 978-4-08-867065-2 | 05.06.2015  | ISBN 978-3-8420-1324-7 |
| 3  | 15.11.2010 | ISBN 978-4-08-867083-6 | 31.07.2015  | ISBN 978-3-8420-1325-4 |
| 4  | 15.03.2011 | ISBN 978-4-08-867106-2 | 07.10.2015  | ISBN 978-3-8420-1326-1 |
| 5  | 15.07.2011 | ISBN 978-4-08-867131-4 | 08.12.2015  | ISBN 978-3-8420-1327-8 |
| 6  | 15.11.2011 | ISBN 978-4-08-867153-6 | 09.02.2016  | ISBN 978-3-8420-1328-5 |
| 7  | 15.03.2012 | ISBN 978-4-08-867185-7 | 05.04.2016  | ISBN 978-3-8420-1329-2 |
| 8  | 13.07.2012 | ISBN 978-4-08-867210-6 | 03.06.2016  | ISBN 978-3-8420-1330-8 |
| 9  | 14.12.2012 | ISBN 978-4-08-867238-0 | 05.08.2016  | ISBN 978-3-8420-1331-5 |
| 10 | 15.03.2013 | ISBN 978-4-08-867269-4 | 06.10.2016  | ISBN 978-3-8420-1332-2 |
| 11 | 15.10.2013 | ISBN 978-4-08-867294-6 | 05.12.2016  | ISBN 978-3-8420-1333-9 |
| 12 | 14.03.2014 | ISBN 978-4-08-867317-2 | 09.02.2017  | ISBN 978-3-8420-1334-6 |
| 13 | 12.08.2014 | ISBN 978-4-08-867332-5 | 03.04.2017  | ISBN 978-3-8420-1335-3 |
| 14 | 15.01.2015 | ISBN 978-4-08-867353-0 | 06.06.2017  | ISBN 978-3-8420-1758-0 |

## Anime-Adaption
2010 entstand im Studio Production I.G unter der Regie von Norihiro Naganuma ein 22 Minuten langer Kurzfilm, dessen Handlung die ersten Kapitel des Mangas umfasst. Das Drehbuch schrieb Tomoko Konparu und verantwortlicher Produzent war Jōji Wada. Das Charakterdesign entwarf Yuka Shibata.
Gezeigt wurde der Film zunächst bei einigen Veranstaltungen des Magazins Ribon, die erste in Tokio am 30. Juli 2010. Es folgten Vorführungen in Osaka und Nagoya. Schließlich erschien der Anime gemeinsam mit einer Original Video Animation zur Mangaserie Yumeiro Patissiere auf DVD.
| Rolle            | Japanischer Sprecher (Seiyū) |
| ---------------- | ---------------------------- |
| Hiyori Nishiyama | Ayana Taketatsu              |
| Yūshin Hirose    | Kenichi Suzumura             |
| Miyoko Mitani    | Kotono Mitsuishi             |
| Ritsuka Nakano   | Saki Fujita                  |
| Natsuki Aizawa   | Yuko Sanpei                  |